# Râul Whanganui
Râul Whanganui (Whanganui River) este un râu cu lungimea de 290 km, fiind al treilea râu ca lungime din Noua Zeelandă. El curge prin regiunea Manawatu-Wanganui de pe Insula de Nord. Spre deosebire de vecinul său din nord Waikato River, el este mai puțin atins de mâna omului, această se datorează faptului, el curge în parte pe teritoriul a două parcuri naționale. În anul 1991 a fost denumit oficial Whanganui River, la cererile populației indigene maore locale iwi. 

## Date geografice
Whanganui River are izvorul amplasat pe versantul muntelui Tongariro, care se află în cu același nume. De pe platoul central, râul curge traversează pădurea ecuatorială în prima porțiune spre nord-vest, apoi înaite de a trece prin orășelul Taumarunui care are ca. 5.000 de loc. curge spre sud-vest. De aici râul este navigabil, el va traversa o regiune deluroasă cu păduri numită King Country. Schimbând direcția din nou spre sud-est va traversa suburbiile orașului Wanganui care are ca. 40.000 loc. situat într-o o regiune cu populație rară, ca în golful South Taranaki Bight să se verse în Marea Tasmaniei, după ce a traversat Parcul Național Whanganui. Cursul străbate văi prăpăstioase, regiuni cu un relief, floră și faună foarte variată, cu localități mici, singurul oraș mai mare fiind aproape de gura de vărsare.

## Flora și fauna

### Flora
Înainte ca regiunea să fie mai intens populată, aici era o regiune împădurită cu smârcuri. Pe dealuri cresc coniferele din genul Dacrydium, foioasele, predominând fagul, plante ierboase din clasa Magnoliopsida și Polypodiopsida și din familia Violaceae și Podocarpaceae.

### Fauna
În apa râului trăiesc: țipari de apă dulce (Anguilla) și pești primitivi din familia Petromyzontidae. Păsările sunt reprezentate de pasărea kiwi (Apteryx mantelli), măcăleandru (Erithacus rublecula), Anthoris melanura și kererū (Hemiphaga novaeseelandiae).